# US Open de 1981
O US Open de 1981 foi um torneio de tênis disputado nas quadras duras do USTA Billie Jean King National Tennis Center, no Flushing Meadows-Corona Park, no distrito do Queens, em Nova York, nos Estados Unidos, entre 1º a 13 de setembro. Corresponde à 14ª edição da era aberta e à 101ª de todos os tempos.

## Finais

### Profissional
| Categoria | Evento    | Campeã(s)(o/ões)           | Vice-campeã(s)(o/ões)          | Resultado          | Chave(s)  | Chave(s)       |
| --------- | --------- | -------------------------- | ------------------------------ | ------------------ | --------- | -------------- |
| Simples   | Masculino | John McEnroe               | Björn Borg                     | 4–6, 6–2, 6–4, 6–3 | principal | qualificatório |
| Simples   | Feminino  | Tracy Austin               | Martina Navrátilová            | 1–6, 7–6, 7–6      | principal | qualificatório |
| Duplas    | Masculino | Peter Fleming John McEnroe | Heinz Günthardt Peter McNamara | w.o.               | principal | principal      |
| Duplas    | Feminino  | Kathy Jordan Anne Smith    | Rosie Casals Wendy Turnbull    | 6–3, 6–3           | principal | principal      |
| Duplas    | Misto     | Anne Smith Kevin Curren    | JoAnne Russell Steve Denton    | 6–4, 7–6           | principal | principal      |

### Juvenil
| Categoria | Evento    | Campeã(s)(o/ões) | Vice-campeã(s)(o/ões) | Resultado | Chave(s)  | Chave(s)       |
| --------- | --------- | ---------------- | --------------------- | --------- | --------- | -------------- |
| Simples   | Masculino | Thomas Hogstedt  | Hans Schwaier         | 7–5, 6–3  | principal | qualificatório |
| Simples   | Feminino  | Zina Garrison    | Kate Gompert          | 6–0, 6–3  | principal | qualificatório |